# Phaecasiophora niveiguttana
Phaecasiophora niveiguttana es una especie de polilla del género Phaecasiophora, tribu Olethreutini, familia Tortricidae. Fue descrita científicamente por Grote en 1873.
La envergadura es de unos 14-17 milímetros. Se distribuye por América del Norte: Estados Unidos.